# Министерство культуры Греции
Министерство культуры (греч. Υπουργείο Πολιτισμού) — правительственное учреждение в Греции, отвечает за сохранение культурного наследия страны, искусства. Министр с 27 июня 2023 года — Лина Мендони.
Министерство культуры и науки, созданное во времена режима полковников в 1971 году, переименовано 7 октября 2009 года в Министерство культуры и туризма, когда в него вошло Министерство развития туризма.
21 июня 2012 года учреждено Министерство образования, по делам религий, культуры и спорта, в которое вошли Министерство образования и религий и Министерство культуры и туризма.
25 июня 2013 года Министерство образования, по делам религий, культуры и спорта разделено на Министерство культуры и спорта и Министерство образования и по делам религий.
27 января 2015 года учреждено Министерство культуры, образования и по делам религий, в которое вошли Министерство образования и по делам религий и Министерство культуры и спорта. 23 сентября Министерство культуры, образования и по делам религий разделено на Министерство образования, науки и по делам религий и Министерство культуры и спорта.
27 июня 2023 года Министерство культуры и спорта упразднено, обязанности Генерального секретариата по спорту переданы Министерству образования, по делам религий и спорта и воссоздано Министерство культуры.